# パラマタ・イールズ
パラマタ・イールズ（Parramatta Eels）は、オーストラリア、シドニー郊外のパラマタを拠点とするプロラグビーリーグフットボールクラブである。ナショナルラグビーリーグ（NRL）でプレーしている。パラマタ・ディストリクト・ラグビーリーグフットボールクラブ（Parramatta District Rugby League Football Club）は1947年に設立され、ホームグラウンドはパラマタ・スタジアム（元カンバーランド・オーバル）であった。2019年現在、パラマタのホームグラウンドスタジアムは改築中で、現在はウェスタン・シドニー・スタジアムで主に使用している。
クラブは創設から30年後の1976年にグランドファイナルに初めて進出し、翌1977年も進出したが、どちらの年も敗れた。しかしながら、1980年代初頭には最盛期を迎え、リーグ優勝4回、グランドファイナルへは6シーズン中5回進出した。これがクラブの黄金期で、これ以後はリーグのタイトルを手にしていない。

## クラブのアイデンティティー

### 名称とエンブレム
1980年代より前に設立されたほとんどのNSWRFLのクラブと同様に、パラマタは公式の愛称またはマスコットなしで設立された。パラマタの唯一の愛称は「フルーツピッカーズ（Fruitspickers）」だった。これは、20世紀前半にこの地区と周辺の郊外に広がっていた果樹園を指していた。1970年代にリーグとクラブ自身がマーケティングにより集中するようになったため、パラマタはクラブ公式マスコットを採用した。
1960年代中頃、シドニーのラグビーリーグジャーナリストであったPeter Frilingosは、クラブが「イールズ」（Eelは英語でウナギの意）を呼ばれるべきと提案した。この理由はパラマタの名称が「ウナギが住む場所」を意味するアボリジニの方言「Barramattagal」が英語風に変化したものであることに基づいていた。この後、チームは一般的に「ジ・イールズ（The Eels）」と呼ばれ、1970年代末には公式の愛称となった。
その結果として、クラブのクレストは1980年にウナギをあしらったデザインへと変更された。このクレストは、ユニフォームのデザインが何度か変更されたにもかかわらず、2000年に新しいウナギのロゴが導入されるまで使われ続けた。2004年、最初のクレストに描かれたものと似せたウナギへとクラブのマスコットが戻された。
2009年、パラマタ・イールズは2011シーズンから創設年の「1947」を加えた元の1980年代のクラブエンブレムの戻すことを発表した。

## タイトル
- ニューサウスウェールズ・ラグビーリーグ、オーストラリアンラグビーリーグ、ナショナルラグビーリーグ優勝: 4
  - 1981, 1982, 1983, 1986
- 準優勝: 5
  - 1976, 1977, 1984, 2001, 2009
- ニューサウスウェールズ・ラグビーリーグ、オーストラリアンラグビーリーグ、ナショナルラグビーリーグマイナープレミアシップ（レギュラーシーズン首位）: 5
  - 1977, 1982, 1986, 2001, 2005
- ミッドウィーク・カップ: 2
  - 1980, 1986
- ラグビーリーグワールドセブンズ: 2
  - 1997, 2003